# Oedipina uniformis
Oedipina uniformis é uma espécie de salamandra da família Plethodontidae.
Pode ser encontrada nos seguintes países: Costa Rica e possivelmente em Panamá.
Os seus habitats naturais são: florestas subtropicais ou tropicais húmidas de baixa altitude, regiões subtropicais ou tropicais húmidas de alta altitude, plantações , jardins rurais e florestas secundárias altamente degradadas.
Está ameaçada por perda de habitat.